# Enfléchure

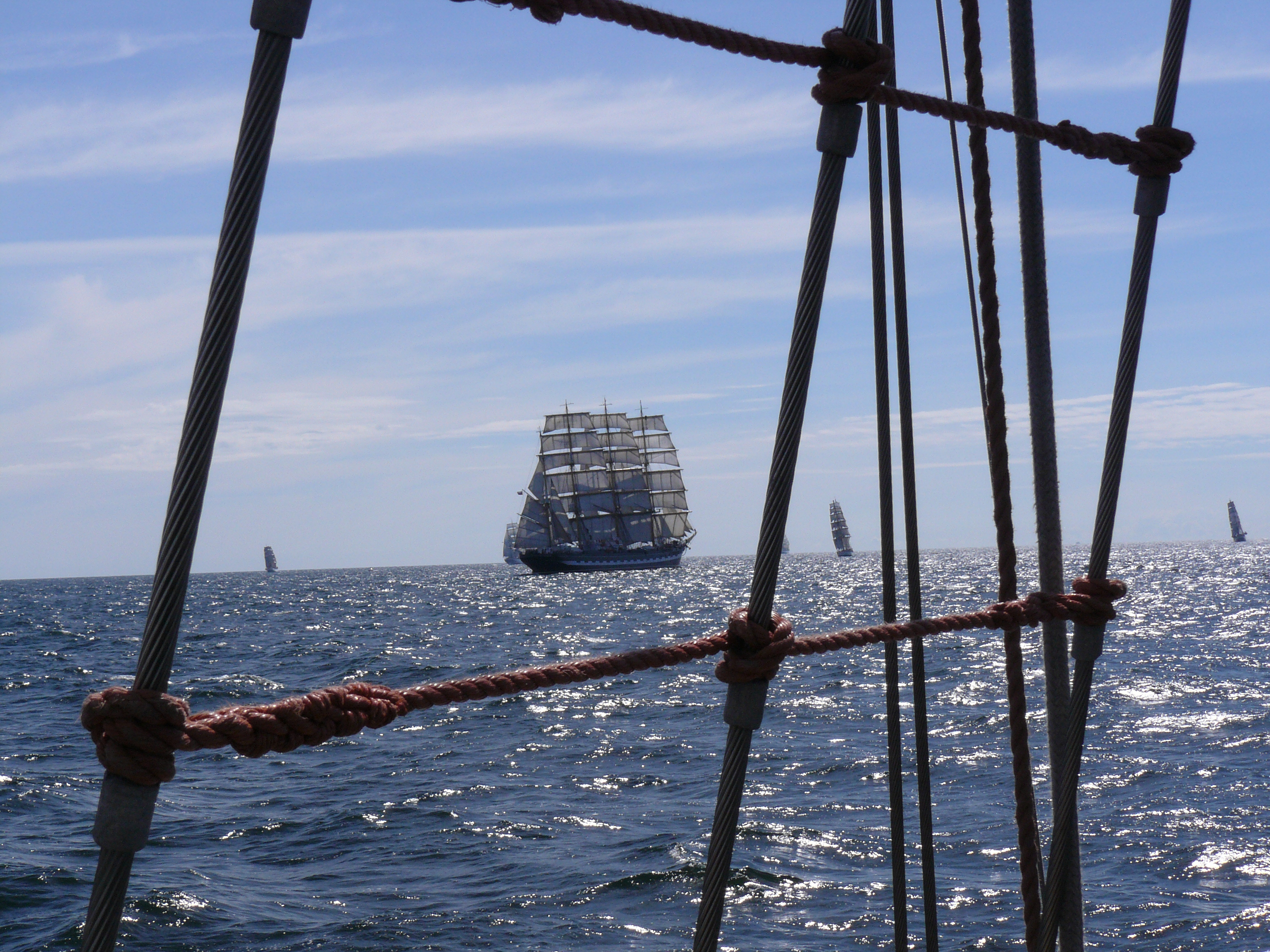
Enfléchure d'un hauban du Krusenstern.

Les enfléchures sont des bouts (des cordes) qui traversent les haubans et forment des échelons pour monter aux hunes, au haut des mâts,.